# Põru
Põru es una aldea del municipio de Otepää, en el condado de Valga, Estonia. Tiene una población estimada, en 2020, de 19 habitantes.
Está ubicada al noreste del condado, al sur del lago Võrtsjärv, al este del río Väike Emajõgi, y cerca de la frontera con los condados de Põlva y Tartu.